# Liudmila Alekséyeva
Liudmila Mijáilovna Alekséyeva (en ruso: Людми́ла Миха́йловна Алексе́ева, IPA: [l ʲ ʊdm ʲ ilə ɐl ʲ ɪks ʲ eɪvə], Eupatoria, 20 de julio de 1927-Moscú, 8 de diciembre de 2018) fue una historiadora rusa, destacada activista de derechos humanos, miembro fundador de la Moscow Helsinki Watch Group, y una de las pocas veteranas del movimiento disidente soviético en activo en la Rusia moderna.

## Biografía

### Periodo soviético
En abril de 1968, Alekséyeva fue expulsada del Partido Comunista y despedida de su trabajo en la editorial.Aun así, continuó con sus actividades en defensa de los derechos humanos. Entre 1968 y 1972 trabajó clandestinamente como mecanógrafa para el primer boletín subterráneo Crónica de los Acontecimientos Actuales, dedicado a las violaciones de derechos humanos en la URSS.
En febrero de 1977, Alekséyeva huyó de la URSS hacia Estados Unidos tras la represión ejercida por las autoridades soviéticas contra los miembros de Crónica de los Acontecimientos Actuales.En Estados Unidos, continuó abogando por la mejora de los derechos humanos en Rusia y trabajó como periodista independiente para Radio Free Europe/Radio Liberty y la Voz de América.Se convirtió en ciudadana estadounidense en 1982.Escribió regularmente sobre el movimiento disidente soviético para publicaciones en inglés y en ruso tanto en Estados Unidos como en otros países, y en 1985 publicó la primera monografía exhaustiva sobre la historia del movimiento, Soviet Dissent. En 1990 publicó The Thaw Generation, una autobiografía que relata la formación del movimiento disidente soviético y que coescribió junto a Paul Goldberg.

### Retorno a Rusia
En 1989, reactivó el Grupo Helsinki de Moscú tras su disolución en 1982.En 1993, tras la disolución de la Unión Soviética, regresó a Rusia y en 1996 se convirtió en presidenta del Grupo Helsinki de Moscú.En 2000, Alekséyeva se unió a una comisión creada para asesorar al presidente Vladímir Putin en temas de derechos humanos, una decisión que generó críticas por parte de algunos otros activistas.
Alekséyeva criticó el historial del Kremlin en materia de derechos humanos y acusó al gobierno de numerosas violaciones, entre ellas la prohibición habitual de reuniones y manifestaciones no violentas, así como de fomentar el extremismo mediante sus políticas nacionalistas, como las deportaciones masivas de georgianos en 2006 y las redadas policiales contra extranjeros que trabajaban en mercados callejeros.También criticó la actuación de las fuerzas del orden en Ingusetia y advirtió que la creciente violencia en esa república podía extenderse a toda la Federación Rusa.En 2006, las autoridades rusas la acusaron de estar vinculada a la inteligencia británica y recibió amenazas de grupos nacionalistas.

### Estrategia-31

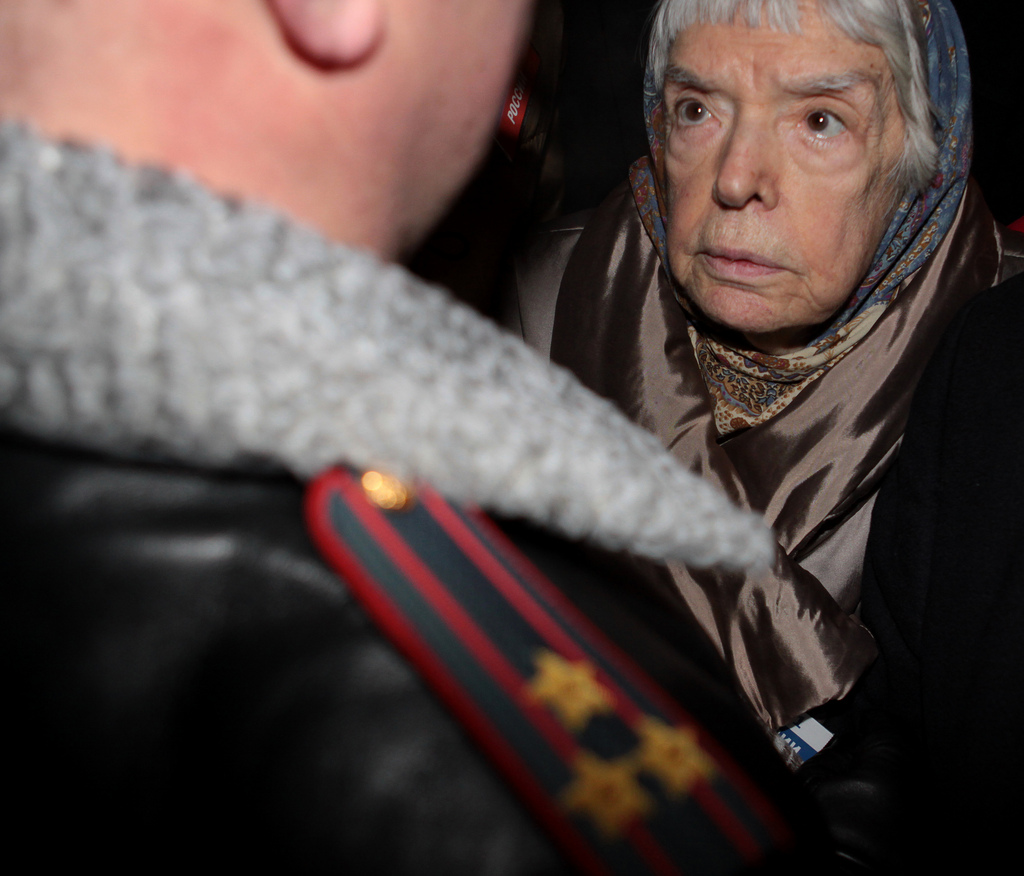
Alexéyeva en la protesta de la Estrategia-31, 2010.

Desde el 31 de agosto de 2009, Alekséyeva participó activamente en la denominada Estrategia-31, concentraciones periódicas de ciudadanos en la Plaza Triunfalnaya de Moscú en defensa del artículo 31 (sobre la libertad de reunión) de la Constitución rusa.El 31 de diciembre de 2009, durante una de estas protestas, Alexéyeva fue detenida por la policía antidisturbios (OMON) y llevada, junto a decenas de personas más, a una comisaría. Este hecho provocó una fuerte reacción tanto en Rusia como en el extranjero. Jerzy Buzek, presidente del Parlamento Europeo, se declaró “profundamente decepcionado e impactado” por el trato recibido por Alexéyeva y los demás manifestantes por parte de la policía.El Consejo de Seguridad Nacional de los Estados Unidos expresó su “consternación” por las detenciones.The New York Times publicó un artículo en portada sobre la protesta titulado “Tested by Many Foes, Passion of a Russian Dissident Endures”.
El 30 de marzo de 2010, Alexéyeva fue agredida en la estación de metro Park Kultury por un hombre mientras rendía homenaje a las víctimas de los atentados en el metro de Moscú de 2010.En el campamento juvenil del lago Seliger, el movimiento juvenil Nashi la calificó de “nazi” y de enemiga del pueblo ruso.
Alexéyeva se opuso a la anexión rusa de su natal Crimea en 2014, afirmando que “la toma de Crimea ha avergonzado a mi país”.En su 90.º cumpleaños fue visitada en su casa por el presidente ruso Vladímir Putin (acompañado de un camarógrafo), a pesar de sus prolongadas críticas hacia él.
Falleció en un hospital de Moscú el 8 de diciembre de 2018. No se dio a conocer la causa.Sus últimas palabras para publicación fueron escritas para conmemorar el septuagésimo aniversario de la Declaración Universal de Derechos Humanos, aunque en realidad murió dos días antes de esa fecha. En ellas lamentaba el debilitamiento de la sociedad civil debido a la propaganda estatal y la manipulación, y señalaba la fragilidad de la cultura jurídica y de las instituciones democráticas en la Rusia contemporánea, así como el cinismo político y el populismo que —no solo en Rusia— tratan con desprecio a los sistemas e instituciones necesarios para sustentar los valores humanos.

## Premios y distinciones
Alexéyeva recibió los siguientes premios y distinciones por su labor en defensa de los derechos humanos:
- 2004 — Premio Olof Palme[21]
- 2005 — Persona del Año de la Federación de las Comunidades Judías de Rusia[22]
- 2009 — Orden del Mérito de la República Federal de Alemania[23]
- 2009 — Premio Sájarov a la Libertad de Conciencia[24]
- 2012 — Orden de la Cruz de Terra Mariana, tercera clase[25]
- 2015 — Premio de Derechos Humanos Václav Havel[26]
- 2017 — Premio Estatal de la Federación de Rusia[27]

## Libros
- Alexeyeva, Ludmilla (1987). Soviet dissent: contemporary movements for national, religious, and human rights. Wesleyan University Press. ISBN 0-8195-6176-2.
- Алексеева, Людмила (1992). История инакомыслия в СССР: новейший период. Вильнюс—Москва: Весть. (Texto en ruso en línea Archivado el 20 de marzo de 2017 en Wayback Machine.)
- Alexeyeva, Ludmilla; Goldberg, Paul (1993). The thaw generation: coming of age in the post-Stalin era. Pittsburgh: University of Pittsburgh Press. ISBN 0-8229-5911-9.